# Берта Большеногая
Бе́рта Большено́гая (фр. Berte aux grands pieds) — персонаж средневековых исторических легенд, отождествлялась с женой Пипина Короткого и матерью Карла Великого, которую в действительности звали Бертрадой Лаонской. Вся её легендарная биография полностью вымышлена и имеет источником фольклорный сюжет об оболганной и подменённой невесте (тип 533 по Аарне-Томпсону). Своё прозвище получила из-за гипертрофированного плоскостопия (по большим ступням её и узнаю́т).
В целом связанный с Бертой сюжет сводится к следующему: невесту Пипина подменяет самозванка, но в конце концов обман раскрыт, и Берта занимает своё законное место. Существует более двадцати версий этого сюжета, существенно различающихся в деталях.

## Происхождение легенды
По-видимому, легенда зародилась около XII века: старейшие памятники с её изложением относятся к XIII веку, при этом родителями Берты названы Флуар и Бланшефлор, герои одноимённого популярного романа XII века. Помимо общефольклорного мотива на её формирование оказали влияние легенда о двух жёнах Пипина Геристальского, Альпаисе и Плектруде, а также очень популярная легенда о Женевьеве Брабантской, оболганной, изгнанной, преследуемой, но стойко переносившей все испытания. Французские и итальянские поэмы при всех их различиях явно восходят к единому источнику, какой-то несохранившейся chanson de geste.

## Произведения

### Средние века
- «Майнет», поэма конца XII века (здесь незаконные дети Пипина от самозванки, Хельдри и Райнфруа, отравляют Берту и Пипина, а юный Карл бежит от них в Испанию).
- Хроника Tote Listoire de France (Chronique Saintongeaise, ок. 1225) включает наиболее раннюю версию легенды. (Пипин просит руки Берты, дочери венгерского короля Флориса. Берта едет в Париж, но её старая няня обманом устраивает так, что брачную ночь с королём проводит её дочь, и приказывает слугам убить Берту, но те её отпускают. Берта находит убежище у пастуха и прислуживает у него в доме четыре года. Тем временем у самозванки рождаются два сына, Ремфре и Андри. Мать Берты, прослышав, что «королева Берта» вызывает всеобщее недовольство, приезжает во Францию. Обман раскрыт; няню сжигают на костре, о судьбе её дочери ничего не сообщается. Вскоре Пипин отправляется на охоту и ночует в доме пастуха. Он не узнаёт Берту, но чувствует влечение к ней. Пастух разрешает королю провести с ней ночь на телеге; тут и был зачат Карл. Берта раскрывает Пипину, кто она такая; известие о нашедшейся королеве все встречают с большой радостью.)
- «Карл Великий» (Karl der Grosse, начало XIII века), роман Дер Штрикера (в немецких версиях подмена происходит ещё до свадьбы, а восстановление Берты в правах лишь через некоторое время после рождения Карла).
- «Берта Большеногая» (Berte as grans piés), поэма Адене ле Руа, созданная около 1270 года. Эта куртуазная версия легенды с идеализированными персонажами оказалась наиболее влиятельной в дальнейшем. (Берту подменяет дочь служанки Маргисты, Алиста, которая выдаёт себя за венгерскую принцессу; подлинная же Берта обвиняется в покушении на короля и изгоняется в лес (первоначально предполагали её казнить). Там её приютил отшельник Симон. Через некоторое время в Париж приезжает Бланшефлор, обнаруживает подмену, за что Маргисту казнят. Пипин решает поохотиться в Манском лесу, случайно встречает там Берту, и сначала у него возникает желание воспользоваться её одиночеством и слабостью, но затем, вступив с ней в разговор, он смущён её противоречивыми ответами и поэтому призывает родителей Берты, которые и узнают дочь. Берта возвращается ко двору и рожает сына Карла.)
- «Берта Большеногая» (Berta da li pé grandi), франко-итальянская поэма начала XIV века. (Здесь, как и в других итальянских версиях, Берта сама просит дочь графа Майнцского заменить её на брачном ложе на одну ночь, но та входит во вкус и пытается избавиться от настоящей королевы).
- «Чудо о Берте» (Le Miracle de Berte, ок. 1375), миракль, основанный на поэме Адене ле Руа
- «Французские короли», роман Андреа да Барберино (конец XIV века)
- Aquilon di Baviera (1407), роман Рафаэля Марморы
- Histoire de la reyne Berte et du roy Pepin, прозаический роман XV века, основан на Адене ле Руа
- Немецкая хроника Chronicon Weihenstephanense (вторая четверть XV века)
- «Бременская хроника» (Chronica Bremensis, 1463) Генриха Вольтера

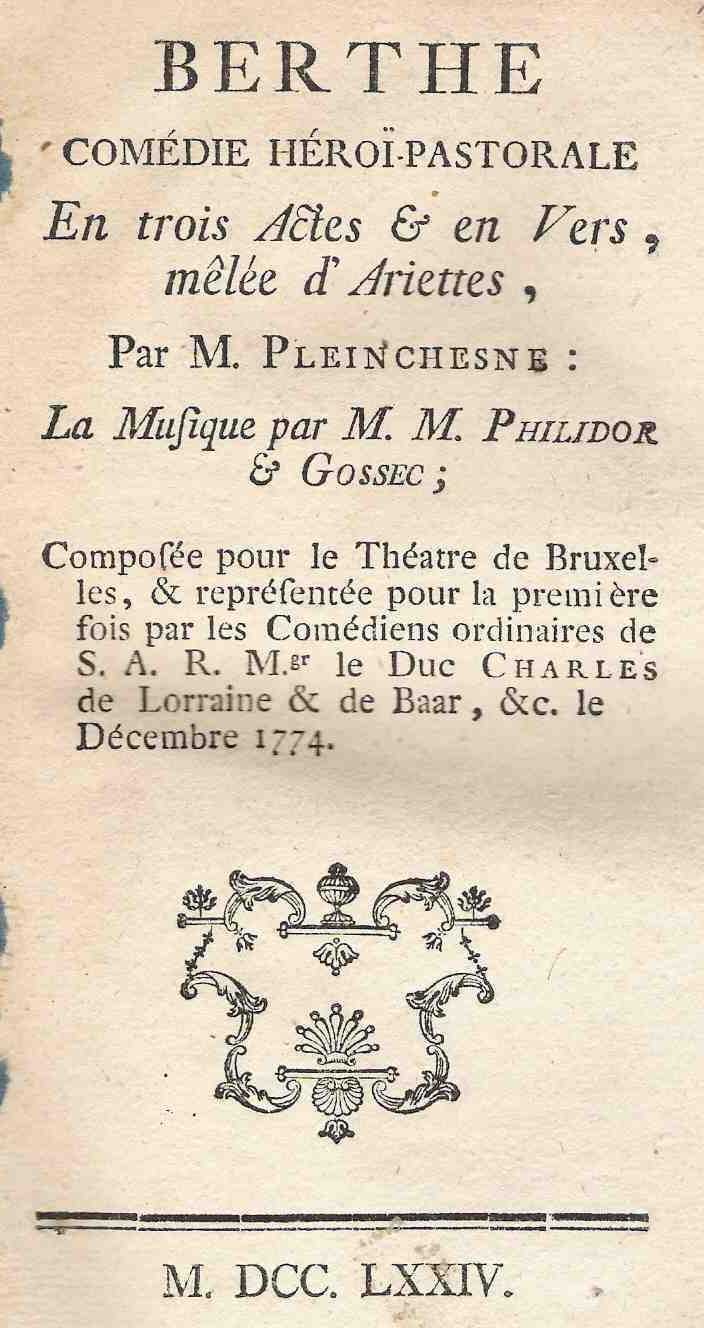
Афиша пасторальной комедии «Берта» в брюссельском Ла Монне, 1774 год

### Новое время
- «Зимние ночи» (Las noches de invierno, 1609) Антонио де Эсклавы (следует за итальянской версией; здесь Берта просит майнцскую девушку подменить её, так как ей противен старый немощный Пипин).
- Клод Жозеф Дора в середине XVIII века трижды адаптировал сюжет для сцены, один раз в прозе (Adélaïde de Hongrie) и два раза в стихах (Les deux reines); Берта здесь переименована в Аделаиду.
- «Берта» (Berthe, 1774), пасторальная комедия Роже Тимоте Реньяра де Пленшена
- «Аделаида Венгерская» (Adélaïde van Hongarije, 1794), трагедия Питера Пейпера по мотивам пьес Дора

### XIX век
произведения немецких романтиков, основанные на «Бременской хронике»:
- «Рождение и молодые годы Карла Великого» (Karl des Grossen Geburt und Jugendjahre, 1816), поэма Фридриха де ла Мотт Фуке
- «Bertha die Spinnerin» (1845), поэма Карла Зимрока
- «Королева Берта» (Königin Bertha, 1848), эпическая поэма Отто Фридриха Группе